# Scleropactes concinnus
Scleropactes concinnus là một loài chân đều trong họ Scleropactidae. Loài này được Budde-Lund miêu tả khoa học năm 1885.